# Miss Piggy

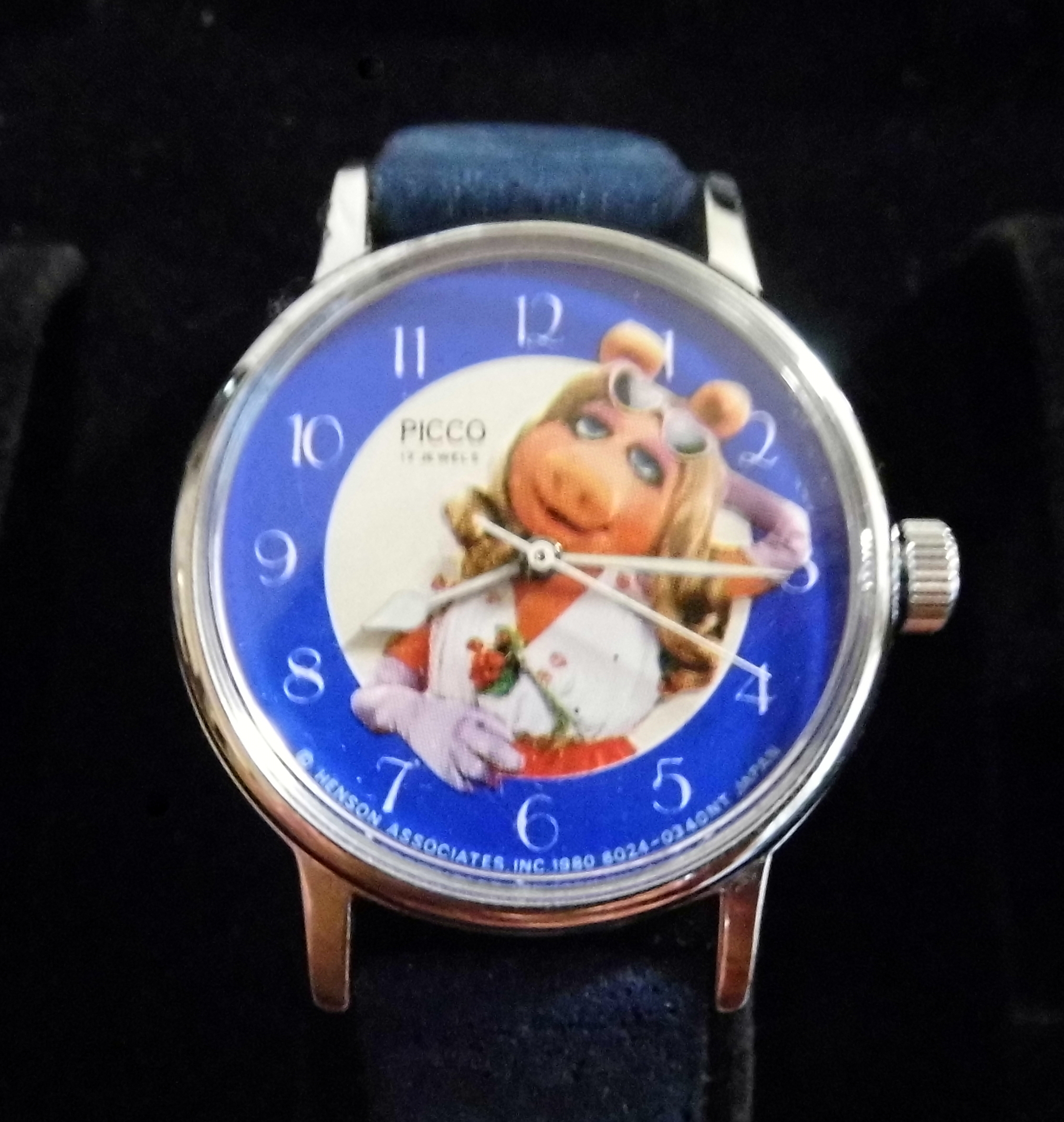
Relógio adornado com a figura de Miss Piggy, c. 1980.

Miss Piggy é uma personagem fictícia integrante dos fantoches norte-americanos criados por Jim Henson, The Muppets. É uma porquinha loira com personalidade de diva, com arroubos de mau humor e complexo de superioridade. É faixa preta em caratê e tem o hábito de inserir frases em francês na sua fala. Tem um relacionamento instável com Kermit, o Sapo, com quem tem uma atitude possessiva e ocasionalmente agressiva. Foi criada inspirada na cantora Peggy Lee, e foi interpretada por Frank Oz entre  1976 to 2002, sendo substituído por Eric Jacobson.
Ao longo dos anos, lançou seu próprio perfume, linhas de roupas e acessórios, escreveu um livro, Porque Os Homens Preferem as Divas, e  ganhou roupas exclusivas de maisons como Chanel e Vivienne Westwood.

## Caracterização

### Origem e personalidade
Em uma entrevista em 1979 ao The New York Times, o dublador Frank Oz descreveu a biografia de Piggy: "Ela cresceu em uma cidade pequena (provavelmente Keystone, Iowa); seu pai morreu quando era jovem e sua mãe não era muito gentil com ela". Ela teve que participar de concursos de beleza para sobreviver, como muitas mulheres solteiras. Ela tem muita vulnerabilidade que precisa esconder, por causa de sua necessidade de ser uma super estrela".

### Relacionamento com Kermit
Desde a estréia de The Muppet Show, o relacionamento romântico entre Miss Piggy e Kermit the Frog está sujeito a uma cobertura e comentários substanciais da mídia. Durante toda a exibição do Muppet Show , a busca romântica de Miss Piggy por Kermit foi consistentemente expressa. Kermit, no entanto, constantemente rejeitou os sentimentos de Piggy. Eventualmente, nos filmes, Kermit começou a devolver seus afetos e até (sem querer) se casa com ela em The Muppets Take Manhattan. No entanto, eventos subsequentes sugerem que o casamento era simplesmente fictício. É mencionada por Miss Piggy, no entanto, em The Muppets: A Celebration of 30 Years(1986) que Kermit era um sapo feliz e casado. Este casamento não é mencionado em Muppets Most Wanted.
Miss Piggy e Kermit encerraram formalmente seu relacionamento romântico em 10 de maio de 1990.  A decisão foi tomada pela Jim Henson Productions e uma campanha publicitária intitulada "O Porco dos Anos 90" estava programada para seguir. Esperava-se que uma autobiografia de Piggy fosse publicada como parte do "divórcio". No entanto, logo após o anúncio em 16 de maio, Jim Henson morreu e a campanha foi encerrada.
Em 2015, Miss Piggy e Kermit encerraram seu relacionamento romântico pela segunda vez. Alguns comentaristas disseram que o relacionamento deveria terminar permanentemente, pois ela o abusava regularmente. "No final, é melhor para todos que Kermit e Piggy seguiram caminhos separados. Para o sapo, isso significa o fim de um longo e abusivo relacionamento", escreveu Noah Berlatsky na The New Republic

## Recepção
Em 1996, a TV Guide classificou seu número 23 na lista das 50 Maiores Estrelas de TV de Todos os Tempos. Em uma pesquisa do Channel 4 em 2001 no Reino Unido, Miss Piggy foi classificada em 29º na lista dos 100 melhores personagens da televisão.